# Micranthes clavistaminea
Micranthes clavistaminea är en stenbräckeväxtart som först beskrevs av Adolf Engler och Irmsch., och fick sitt nu gällande namn av A.S.Losina- Losinskaja. Micranthes clavistaminea ingår i släktet rosettbräckor, och familjen stenbräckeväxter. Inga underarter finns listade i Catalogue of Life.